# Prvenstvo Jugoslavije u velikom rukometu za žene 1954.
Prvenstvo Jugoslavije u velikom rukometu za žene za 1954. je drugi put zaredom osvojio Spartak iz Subotice.

## Savezno prvenstvo
Završni turnir igran u Subotici.
| mj | klub                 | ut | pob | ner | por | gol+ | gol- | bod |
| -- | -------------------- | -- | --- | --- | --- | ---- | ---- | --- |
| 1. | Spartak (Subotica)   | 3  | 3   | 0   | 0   | 23   | 5    | 6   |
| 2. | Lokomotiva (Zagreb)  | 3  | 2   | 0   | 1   | 12   | 6    | 4   |
| 3. | Železničar (Beograd) | 3  | 1   | 0   | 2   | 6    | 12   | 2   |
| 4. | Svoboda (Ljubljana)  | 3  | 0   | 0   | 3   | 3    | 21   | 0   |

## Republička prvenstva

### Hrvatska
Prvenstvo Hrvatske u velikom rukometu za žene za 1954. je drugi put zaredom osvojila Lokomotiva iz Zagreba.
Konačni poredak:
1. Lokomotiva (Zagreb)
2. Zagreb (Zagreb)